# Перехоплення ван Ейка
Перехоплення ван Ейка — процес перехоплення вмісту екрана ЕПТ-монітора шляхом виявлення поширюваних ним електромагнітних хвиль. Отримав назву за іменем комп'ютерного дослідника Віма ван Ейка (нід. Wim van Eck), який у 1985 році першим опублікував статтю, що містила дослідження для перевірки концепції.
У 2004 році Маркус Кун (англ. Markus Kuhn) здійснив перехоплення ван Ейка для РК-моніторів.

## Принцип роботи
Електронне обладнання утворює навколо себе електромагнітне поле. Це поле несе інформацію про сигнали, що протікають всередині обладнання. У деяких випадках ця інформація виявляється вичерпною, тобто спостерігаючи (віддалено) за електромагнітним полем, можна відновити стан випромінюючого об'єкта, відновити дані, які він обробляє. Ця проблема була відома і до ван Ейка, але вважалося, що таке підслуховування — надзвичайно складний і дорогий процес. Ван Ейк спростував всі частини цього твердження. У його статті, що вийшла в 1985 році, детально описується, як з допомогою обладнання сумарною вартістю не більше 100 доларів можна перехопити зображення з монітора з відстані кількох десятків метрів.
В ЕПТ-моніторах зображення формується променем електронів, які пробігають екран порядково. Інтенсивність світіння пікселя одержуваного зображення регулюється інтенсивністю променя. Сам промінь керується за допомогою високовольтних високочастотних сигналів, які, в свою чергу, породжують значне електромагнітне випромінювання навколо монітора. Це випромінювання, згідно роботи ван Ейка, має помітну схожість з радіосигналом аналогового телебачення. Таким чином можна здійснити перехоплення інформації з монітора за допомогою звичайної телевізійної антени. Після цього залишається тільки здійснити синхронізацію отриманого сигналу, що можна зробити вручну або таким же чином перехопивши сигнал розгортки монітора.

## Протидія
Заходи протидії описуються документами стандарту TEMPEST з загроз витоку каналами побічних електромагнітних випромінювань і наведень, розроблений NSA.
До заходів протидії відносяться пасивне екранування пристроїв з метою зменшити потужність побічного випромінюваного сигналу, а також генератори шумів для мінімізації корисної інформації в перехопленому сигналі. Інший підхід полягає в спеціальній обробці відеосигналу таким чином, що видиме зображення не спотворюється, але перехоплення його сильно ускладнюється. Прикладом такого підходу є спеціальні шрифти, які фільтрують високочастотну компоненту відеосигналу.

## Цікаві факти
- У романі Ніла Стівенсона «Криптономікон», вперше опублікованому в 1999 році, описується перехоплення ван Ейка для рідкокристалічного екрану ноутбука, хоча на той момент ще не була показана можливість його реалізації.
- У 2009 році група дослідників використала перехоплення ван Ейка для компрометації процесу електронних виборів у Бразилії[5][6]. Вони показали, що, незважаючи на те, що таке перехоплення не може змінити результати виборів, воно ставить під загрозу їх анонімність.
- У першому сезоні, 11 серії серіалу 4исла  з допомогою модифікованої антени ван Ейка проводилося стеження за жертвою злочину.